# Pomična
Pomična (in ucraino Помічна?) è una città  dell'Ucraina (8608 abitanti) situata nel distretto di Novoukraïnka, nell'oblast' di Kirovohrad. Ospita l'amministrazione della comunità territoriale di Pomična, una delle comunità territoriali dell'Ucraina.
Fino al 18 luglio 2020 Pomična faceva parte del distretto di Dobrovelyčkivka, abolito come parte della riforma amministrativa dell'Ucraina, che ha ridotto a quattro il numero dei distretti dell'oblast' di Kirovohrad. L'area del distretto di Dobrovelyčkivka è stata fusa nel distretto di Novoukraïnka.